# El Salitre, Guerrero
El Salitre är en ort i Mexiko.   Den ligger i kommunen Cutzamala de Pinzón och delstaten Guerrero, i den södra delen av landet, 180 km sydväst om huvudstaden Mexico City. El Salitre ligger 323 meter över havet och antalet invånare är 519.
Terrängen runt El Salitre är varierad. Runt El Salitre är det ganska tätbefolkat, med 60 invånare per kvadratkilometer. Närmaste större samhälle är Cutzamala de Pinzón, 14,0 km söder om El Salitre. I omgivningarna runt El Salitre växer huvudsakligen savannskog.